# Alfons Maria Jakob

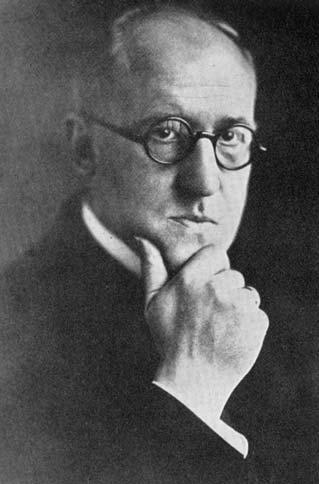
Alfons Maria Jakob.

Alfons Maria Jakob, född 2 juli 1884, död 17 oktober 1931, var en tysk neurolog.
Han studerade medicin i München, Berlin och Strassburg, där han doktorerade  1908 och efter att ha blivit godkänd 1909 arbetade under psykiatern Emil Kraepelin och utförde laboratoriearbete tillsammans med Franz Nissl och Alois Alzheimer. 1911 reste han till Hamburg och arbetade där med Theodor Kaes. Efter kriget återvände han till Hamburg och började klättra på den akademiska stegen. Jakob var en mycket kompetent lärare och hans laboratorium lockade till sig doktorander från många länder, bland annat Japan, Ryssland och USA. 1924 utsågs han till professor i neurologi. Samma år ådrog han sig kronisk osteomyelit, något som sju år senare ledde till hans död.
Under sin livstid publicerade han fem böcker och över 75 vetenskapliga rapporter. Han var den förste att känna igen Alpers sjukdom och han har givit namn åt Creutzfeldt-Jakobs sjukdom (tillsammans med Hans Gerhard Creutzfeldt).